# Fudanshi Kōkō Seikatsu
Fudanshi Kōkō Seikatsu (腐男子高校生活 lit. La vida escolar de un fudanshi?) es una serie de manga en formato yonkoma escrita e ilustrada por Michinoku Atami. El manga se publica de forma en línea en la revista Zero-Sum Online de la editorial Ichijinsha, mientras que el primer volumen impreso fue lanzado el 25 de septiembre de 2015. Ha sido licenciado para su publicación en Estados Unidos por Seven Seas Entertainment. Una adaptación a serie de anime, de doce episodios, fue producida por EMT Squared, dirigida por Toshikatsu Tokoro y estrenada el 5 de julio de 2016. También se ha realizado un programa de radio vía web.

## Argumento
Ryō Sakaguchi es un estudiante de secundaria con un oscuro secreto: es un fudanshi, es decir, alguien que es fanático de mangas de género yaoi (amor entre chicos). Ryō no es capaz de entender cómo otros no encuentran la misma felicidad que él en el yaoi, además de que no le es nada fácil comprar mangas de la sección de "chicas" de la tienda sin que los vendedores crean que sea gay, cuando en realidad es heterosexual. Pero Ryō tiene un objetivo; encontrar amigos fudanshi que compartan su afición por el yaoi.

## Personajes
Ryō Sakaguchi (坂口 亮 Sakaguchi Ryō?)
Voz por: Wataru Hatano
Es el protagonista principal de la historia. Apodado Gucchi (グッ?), es un estudiante de secundaria con un gran amor hacia el yaoi, hasta el punto en el que se excita por todo lo que se parezca a este en la vida real, aunque la mayoría de las veces le avergüenza comprar doujinshis en las tiendas debido a su sexo, mayormente porque no quiere que piensen que es gay. A pesar de su afición, es heterosexual y desea encontrar amigos iguales que él.
Toshiaki Nakamura (中村 俊明 Nakamuara Toshiaki?)
Voz por: Kenji Nojima
Es el mejor amigo de Sakaguchi. No le gusta el yaoi, pero a pesar de esto entiende la afición de su amigo, aunque algunas veces tiene dudas acerca de la verdadera orientación sexual de Sakaguchi.
Rumi Nishihara (西原 ルミ Nishihara Rumi?)
Voz por: Aya Suzaki
A simple vista simula ser una estudiante de secundaria normal, aunque en realidad es una fujoshi apasionada. Por pura coincidencia, forja amistad con Sakaguchi, compartiendo su afición y llevándolo al Comiket.
Yūjirō Shiratori (白鳥 勇次郎 Shiratori Yuujirou?)
Voz por: Tatsuhisa Suzuki
Es uno de los amigos de Sakaguchi, presidente del club de cocina. Es gay y practica el travestismo; y a pesar de actuar como una mujer posee una enorme fuerza.
Akira Ueda (上田 アキラ Ueda Akira?)
Voz por: Toshiki Masuda
Es el sirviente de Shiratori, quien haría cualquier cosa por él. Sin embargo, Akira no es gay. 
Daigo (台後?)
Voz por: Kōtarō Nishiyama
Un fudanshi cuya clase se encuentra justo al lado de la de Sakaguchi. Aparentemente escribe doujinshis.
Keiichi (圭一?)
Voz por: Katsuhiro Tokuishi
Es un miembro del club de cocina que se unió al club porque su amigo de la infancia siempre decía que sus comidas no eran buenas.
Reiji (レイジ?)
Voz por: Norihito Hase
Es el amigo de la infancia de Keiichi.
Kana-chan (かなちょん?)
Voz por: Yuiko Tatsumi
Es una amiga de Rumi, quien, a diferencia de esta no es fujoshi.
Yukari (ゆかり?)
Es la hermana menor de Reiji. Está enamorada de Keiichi, pero su hermano le impide hacer ningún avance con él.

## Media

### Manga
El manga se publica publicado en la versión en línea de la revista Zero-Sum de la editorial Ichijinsha. Hasta la fecha actual, cuenta con cuatro tomos y aún sigue en publicación. En agosto de 2016, la editorial Seven Seas Entertainment anunció que había licenciado el manga y que comenzaría a publicarlo en Estados Unidos el 30 de mayo de 2017.

#### Lista de volúmenes
| Número | Fecha de publicación     | ISBN                   |
| ------ | ------------------------ | ---------------------- |
| 1      | 27 de septiembre de 2015 | ISBN 978-4-7580-3115-8 |
| 2      | 25 de abril de 2016      | ISBN 978-4-7580-3179-0 |
| 3      | 25 de noviembre de 2016  | ISBN 978-4-7580-3239-1 |
| 4      | 25 de septiembre de 2017 | ISBN 978-4-7580-3314-5 |
| 5      | 25 de septiembre de 2018 | ISBN 978-4-7580-3385-5 |

### Anime
Una serie de anime fue anunciada para el verano de 2016. Fue producida por el estudio EMT Squared, dirigida por Toshikatsu Tokoro y constó de doce episodios de una duración de cinco minutos cada uno. El tema principal es "Sekai wa Boy Meets Boy ♂" (SEKAIはボーイミーツボーイ♂?) interpretado por Wataru Hatano. Ha sido transmitido por las cadenas AT-X, Kyoto Broadcasting System, Sun Television, TV Kanagawa y TV Saitama. Vía streaming por Bandai Channel, Docomo Anime Store, Niconico, U-NEXT y Video Market. En Estados Unidos, lo fue a través de Crunchyroll.

#### Lista de episodios
| #  | Título | Estreno                  |
| -- | --- | ------------------------ |
| 1  | «La vida diaria de un estudiante de secundaria fudanshi» «Fudanshi Kōkōsei no Nichijō» (腐男子高校生の日常) | 5 de julio de 2016       |
| 2  | «Mis compañeros» «Ore no Kurasumeito» (俺のクラスメイト)                                                    | 12 de julio de 2016      |
| 3  | «Hay fujoshis en todas partes» «Sokokashiko ni Fujoshi wa Iru» (そこかしこに腐女子はいる)                   | 19 de julio de 2016      |
| 4  | «Mi primer amigo otaku» «Hajimete no Otaku Tomodachi» (はじめてのオタク友達)                                | 26 de julio de 2016      |
| 5  | «Kōhai problemático» «Nikuari na Kōhai-tachi» (難ありな後輩たち)                                            | 3 de agosto de 2016      |
| 6  | «El verano de los otakus» «Otaku no Natsu» (オタクの夏)                                                     | 10 de agosto de 2016     |
| 7  | «El tiempo de diversión de todos» «Sorezore no Tanoshimi» (それぞれの楽しみ)                                | 17 de agosto de 2016     |
| 8  | «La chica en mi mente» «Kininaru Joshi» (気になる女子)                                                      | 24 de agosto de 2016     |
| 9  | «Deseos de transformación» «Henshin (sasetai) Ganbō» ((変身（させたい）願望)                                | 31 de agosto de 2016     |
| 10 | «Deseos mundanos de 801» «801 no Bon'nō» (８０１の煩悩)                                                     | 7 de septiembre de 2016  |
| 11 | «San Valentín agridulce» «Amakunai Barentain» (甘くないバレンタイン)                                        | 14 de septiembre de 2016 |
| 12 | «Lo que me motiva» «Ore wo Ugokasu Mono» (オレをうごかすモノ)                                               | 21 de septiembre de 2016 |

### Radio web
Desde el 3 de julio de 2016, se transmite el programa Radio Fudanshi Kōkō Seikatsu "Fu-Jinrui Mina Kyōdai!!" (ラジオ 腐男子高校生活「腐人類みな兄弟!!」?), conducido por Wataru Hatano (Ryō Sakaguchi) y Aya Suzaki (Rumi Nishihara) por Anitama.